# Meteorologische Zeitschrift
Le Meteorologische Zeitschrift (MetZ) est une revue scientifique internationale bimestrielle en libre accès, évaluée par des pairs, couvrant la recherche en météorologie et climatologie. Fondée en 1866 par la Société météorologique autrichienne (Österreichische Gesellschaft für Meteorologie), la revue est l'une des plus anciennes dans le domaine. Après un hiatus de 1945 à 1999, sa parution reprend en 1992 sous le co-parrainage des sociétés de météorologie allemandes, autrichiennes et suisses. 

## Histoire
En 1866, la Société météorologique autrichienne publie le premier numéro du Meteorologische Zeitschrift. En 1886, la revue fusionne avec un journal similaire publié depuis 1884 par la Société météorologique allemande (Deutsche Meteorologische Gesellschaft DMG). La revue est publiée jusqu'en 1944 mais à la fin de la Seconde Guerre mondiale, l'Allemagne étant divisée en deux, la DMG est également divisée (Allemagne de l'Est et de l'Ouest) et chacune publie une revue.
Le MetZ est rétabli en 1992 en tant que publication conjointe des sociétés météorologiques allemandes, autrichienne et suisse, publiée par Borntraeger Science Publishers. Depuis janvier 2000, la revue est publiée conjointement avec Contributions to Atmospheric Physics.

## Description
Meteorologische Zeitschrift (Contributions to Atmospheric Sciences) publie en langue anglaise des études en météorologie et climatologie revues par des pairs dans les domaines observationnels, théoriques et informatiques. Ces articles proviennent surtout de la communauté météorologique d'Europe centrale mais également d'autres régions du monde. Depuis 2014, la revue est entièrement en libre accès. La revue est bimestrielle et un volume annuel, composé de 6 numéros, est publié au format A4.

## Éditeurs
Plusieurs personnes célèbres ont été éditeur en chef du journal dont :
- Julius von Hann (1866-1920)
- Gustav Hellmann (1892-1907)